# Lycosa cretacea
Lycosa cretacea là một loài nhện trong họ Lycosidae.
Loài này thuộc chi Lycosa. Lycosa cretacea được Eugène Simon miêu tả năm 1898.